# (3905) Doppler
Pour les articles homonymes, voir Doppler.
(3905) Doppler est un astéroïde de la ceinture principale découvert le 28 août 1984 à l'observatoire Kleť par l'astronome tchèque Antonín Mrkos. Des observations réalisées fin 2013 semblaient indiquer qu'il s'agit d'un objet binaire, ce qu'ont confirmé les observations de 2017 et 2019.

## Nom
« [L'astéroïde est] nommé en mémoire du physicien autrichien Christian Doppler (1803-1853), professeur de mathématiques et de géométrie à l'Université technique de Prague et plus tard premier directeur de l'Institut de physique de Vienne. L'effet bien connu reliant le décalage d'une longueur d'onde observée au mouvement relatif entre source et observateur fut formulé par Doppler à Prague dans son livre Ueber das farbige Licht der Doppelsterne [Sur la lumière colorée des étoiles doubles et de quelques autres astres du ciel] (1842). Nom suggéré par J. Ticha et M. Solc. »

## Astéroïde binaire
D'après des observations réalisées entre le 20 octobre et le 5 décembre 2013, (3905) Doppler serait un astéroïde binaire synchrone (c'est-à-dire dont la période de rotation des composantes est égale à leur période de révolution autour de leur barycentre commun) d'une période de 50,8 heures. L'amplitude « rotation + éclipse » de la courbe de lumière vaut 1,22 magnitude. Les événements mutuels observés (transits/éclipses) indiquent que le rapport des diamètres moyens entre l'objet secondaire et le primaire est supérieur à 0,77.
Les observations de 2017 (et 2019, mais les conditions d'observation étaient moins favorables) ont permis de confirmer le caractère binaire, d'estimer la distance des deux objets (cinq fois la somme des deux diamètres) et de préciser la période de rotation. En admettant l'hypothèse que les deux membres du système astéroïdal ont la même composition, leur masse volumique est de 3,8 ± 0,2 g/cm3, ce qui en fait probablement des astéroïdes de type M.